# Muwaan Mat

Umzeichnung einer Namensnennung von Muwaan Mat

Muwaan Mat war der Deckname eines bislang nicht zweifelsfrei identifizierten Herrschers (Ajaw) der Maya-Stadt Palenque, der zwischen 612 und 615 regierte.

## Regierungszeit
Muwaan Maat bestieg den Thron am 19. Oktober 612 (Lange Zählung 9.8.19.7.18, Kalenderrunde 9 Etz'nab 6 Keh). Seiner Herrschaft war eine schwere militärische Niederlage Palenques gegen Calakmul vorausgegangen. Sein Amtsvorgänger Ajen Yohl Mat und wahrscheinlich mehrere weitere Angehörige der Herrscherdynastie starben wenig später. Wie aus einer Inschrift aus dem Tempel der Inschriften in Palenque hervorgeht, hatte dies auch Auswirkungen auf die Feierlichkeiten zum Ende einer Kalenderperiode, die während Muwaan Mats Herrschaft am 7. Mai 613 (9.9.0.0.0) stattfanden. Die Inschrift beklagt das Fehlen des Herrschers und der Herrscherin, was zur Folge hatte, dass wichtige Rituale nicht stattfinden konnten.
Muwaan Mats Herrschaft endete 615, als K'inich Janaab Pakal I. den Thron bestieg. Unter ihm erreichte Palenque eine neue politische und architektonische Blüte.

## Identität
Wer sich hinter Muwaan Mat verbarg, ist bislang nicht eindeutig geklärt. Am verbreitetsten ist die Auffassung, dass es sich um einen Beinamen oder Decknamen von Sak K'uk' (* um 580; † 640), der Mutter von K'inich Janaab Pakal I., handelte, die während seiner Minderjährigkeit als Regentin fungierte. Sie war es auch, die ihrem Sohn bei seiner Amtseinführung die Herrscherkrone überreichte. Der Name Muwaan Mat geht allerdings auf einen (männlichen) Gott zurück, der angeblich 3121 v. Chr., sieben Jahre vor dem Beginn der aktuellen Periode des Maya-Kalenders, geboren wurde und später die drei Schutzgottheiten Palenques zeugte. Es wurden deshalb auch andere Möglichkeiten in Betracht gezogen, etwa der Umstand, dass Palenque zu dieser Zeit über gar keinen legitimen Herrscher verfügte oder aber von jemandem beherrscht wurde, der in den Texten nicht genannt werden durfte, etwa ein von Calakmul eingesetzter Statthalter.